# Ormiscodes socialis
Ormiscodes socialis är en fjärilsart som beskrevs av Joachim Francois Philiberto de Feisthamel 1839. Ormiscodes socialis ingår i släktet Ormiscodes och familjen påfågelsspinnare. Inga underarter finns listade i Catalogue of Life.